# Monte São João
Monte São João és una petita muntanya a la part central de l'illa de São Vicente a Cap Verd. La seva elevació és de 153 m. Es troba 3 km al sud-oest de la capital de l'illa, Mindelo.